# DM (singolo)
DM è un singolo del rapper statunitense Blueface, pubblicato il 10 novembre 2018.

## Tracce
1. DM – 2:23